# Leo Hayter
Leo Hayter (ur. 10 sierpnia 2001 w Londynie) – brytyjski kolarz szosowy.
Kolarstwo uprawia również jego brat – Ethan.

## Osiągnięcia
Opracowano na podstawie:

2019
- 2. miejsce w E3 Saxo Bank Classic juniorów
- 1. miejsce w EPZ Omloop van Borsele
- 1. miejsce w Trofee van Vlaanderen

2021
- 1. miejsce w Liège-Bastogne-Liège U23
- 1. miejsce na 2. etapie Tour de Bretagne
- 1. miejsce w mistrzostwach Wielkiej Brytanii do lat 23 (jazda indywidualna na czas)

2022
- 2. miejsce w Trofeo Città di Meldola
- 1. miejsce w Giro Ciclistico d’Italia
  - 1. miejsce na 2. i 3. etapie
- 1. miejsce w mistrzostwach Wielkiej Brytanii do lat 23 (jazda indywidualna na czas)
- 3. miejsce w mistrzostwach świata U23 (jazda indywidualna na czas)

## Rankingi
| Rok             | 2020  | 2021 | 2022 | 2023 |
| --------------- | ----- | ---- | ---- | ---- |
| World Ranking   | 1708. | 719. | 367. | 797. |
| UCI Europe Tour | 1264. | 564. | 294. | -    |
|                 |       |      |      |      |
| Źródło: UCI     |       |      |      |      |